# Hold It Against Me
Hold It Against Me е песен на американската поп певица Бритни Спиърс от албума Femme Fatale. Песента е написана и продуцирана от Макс Мартин, Д-р Люк и Билборд с допълнително писане от Бони Маккий. Люк е искал песента да звучи различна от всичко друго, което е продуцирал. Оригинално тя е била предложена на певицата Кейти Пери, но Мартин и Люк усетили, че не е за нея. Демо за Маккий е било качено на 6 януари 2011г., като сингълът излязъл на 10 януари същата година.
Hold It Against Me е първата поп песен да включи дъбстеп.

## Постигнати позиции в класациите и сертификации

### В класациите
| Класация (2011)                       | Най-добра позиция |
| ------------------------------------- | ----------------- |
| ARIA Charts – Австралия               | 4                 |
| Австрия                               | 16                |
| Ultratop 50 – Белгия (Фландрия)       | 2                 |
| Белгия (Валония)                      | 1                 |
| Канада                                | 1                 |
| Дания                                 | 1                 |
| Megacharts – Нидерландия              | 20                |
| Финландия                             | 1                 |
| Media Control Charts – Германия       | 23                |
| Ирландия                              | 5                 |
| FIMI – Италия                         | 2                 |
| RIANZ – Нова Зеландия                 | 1                 |
| Швеция                                | 9                 |
| Швейцария                             | 7                 |
| Billboard Hot 100 – САЩ               | 1                 |
| Billboard Hot Dance Club Play – САЩ   | 1                 |
| UK Singles Chart – Обединено кралство | 6                 |

### Сертификации
| Страна        | Сертификация | Продажби |
| ------------- | ------------ | -------- |
| Австралия     | Платинен     | 70000    |
| Нова Зеландия | Златен       | 7500     |